# Philippe Knoche
Philippe Knoche, né le 14 février 1969 à Strasbourg, est un ingénieur du Corps des mines et dirigeant d'entreprise franco-allemand. Nommé directeur général d'Areva le 8 janvier 2015, il est devenu directeur général d'Orano à sa création le 23 janvier 2018.

## Biographie
Philippe Knoche est le fils d'un père allemand et d'une mère française, tous deux docteurs (l'un en chimie, l'autre en physique).
Ancien élève du lycée du Parc à Lyon, Philippe Knoche est diplômé de l’École polytechnique, et de l’École des Mines de Paris avec une majeure en science des matériaux. Dans le cadre de sa formation, il a travaillé un an dans les entreprises Lafuma et DASA.

### Parcours professionnel

#### Début de carrière
Philippe Knoche commence sa carrière en tant que rapporteur anti-dumping à la Commission européenne, puis assistant de Raymond Lévy au Consortium de réalisation (CDR), avant de rejoindre en 2000 le groupe Areva alors dirigé par Anne Lauvergeon.

#### Carrière au sein d'Areva
Après avoir occupé le poste de directeur de la stratégie du groupe, il est nommé en 2004 directeur des activités de traitement du combustible nucléaire usé. De 2006 à 2009, il est directeur du projet de réacteur pressurisé européen à la centrale nucléaire d'Olkiluoto en Finlande. En janvier 2010, il prend la direction des activités réacteurs et services et devient membre du comité exécutif du groupe.
Le 1er juillet 2011, Philippe Knoche est nommé directeur général des opérations nucléaires du groupe Areva, alors dirigé par Luc Oursel.
Le 22 octobre 2014, à la suite du retrait de Luc Oursel pour raison de santé, Philippe Knoche est nommé président du directoire par intérim du groupe Areva.
Philippe Knoche perçoit une rémunération brute annuelle fixe de 420 000 €, ainsi qu’une part variable plafonnée à 30 000 € en fonction de l’atteinte d’objectifs quantitatifs et qualitatifs validés chaque année par le conseil d’administration du groupe. Ces éléments de rémunération ont été autorisés par décision ministérielle conformément au décret no 53-707 du 9 août 1953 modifié notamment par le décret no 2012-915 du 26 juillet 2012 relatif au contrôle de l’État sur les rémunérations des dirigeants d’entreprises publiques.
Le 26 juillet 2017, l’État souscrit à l’augmentation de capital de NewCo (société née de la restructuration d’Areva et regroupant les activités liées au cycle du nucléaire) qui lui était réservée, et détient de ce fait 55,6 % du capital et des droits de vote de la société. Philippe Knoche est nommé directeur général de NewCo.
Le 23 janvier 2018, NewCo devient Orano. Philippe Knoche en est toujours directeur général.

#### Départ pour Thalès
En Octobre 2023, Philippe Knoche quitte son poste chez Orano pour rejoindre le groupe Thales en tant que directeur général des opérations et de la performance. Il y remplace Jean-Loïc Galle après son départ à la retraite.

#### Autres responsabilités
Depuis décembre 2011, Philippe Knoche est membre du Haut comité pour la transparence et l’information sur la sécurité nucléaire (le HCTISN).
Le 29 juin 2017, il est devenu président de la Société française d'énergie nucléaire (la SFEN), succédant à Christophe Béhar.
Philippe Knoche est membre des conseils d’administration de l’ICMM (International Council on Mining and Metals) et de l’Union des industries et métiers de la métallurgie (l’UIMM).
Il est également président du conseil d'administration de l'Association nucléaire mondiale.

### Convictions
Philippe Knoche voit dans le nucléaire « une énergie d’avenir » qui permettra d’atteindre en France la « neutralité carbone » en 2050, et l’un des outils de la transition énergétique et de la lutte contre le dérèglement climatique. Il affirme, dans une tribune de Connaissance des Énergies, en juin 2017 : « Pour lutter efficacement contre le dérèglement climatique, la complémentarité « nucléaire et renouvelables » est indispensable ». Il explique aussi cette position dans un entretien accordé au Figaro en octobre 2017 : « Dans la décennie 2050, nous aurons besoin, à l’échelle mondiale, de deux fois plus d’électricité et de deux fois moins de CO2. C’est pour cela qu’il nous faut […] des renouvelables et du nucléaire. En France, nous avons la chance d’avoir une électricité décarbonée à 94 % : continuons à bâtir sur ces forces. ».

### Distinctions
Philippe Knoche a été élevé au rang de chevalier de l'ordre national du Mérite en novembre 2014.
- Chevalier de la Légion d'honneur (14 juillet 2018)[19]

### Vie personnelle
Philippe Knoche est marié et père de trois filles.
Philippe Knoche a entrepris, dans sa jeunesse, des circuits en tant que skieur de haute montagne et participé à la course australienne Sydney-Hobart, alors qu’il était responsable du club de voile à l’École polytechnique. Il est toujours amateur de randonnée en montagne, de ski et de voile.